# Vought F6U Pirate
Le F6U Pirate fut le premier avion à réaction développé par Vought dans la fin des années 1940.
Il était un appareil monoréacteur, monoplace à aile droite destiné à l'US Navy qui le trouva suffisamment performant pour passer un premier contrat de trois prototypes en 1944 avec une commande complémentaire de 65 exemplaires.

## Description
Le F6U Pirate était un monoplan à aile basse, à structure métallique avec un stabilisateur monté sur la dérive juste au-dessus du fuselage. Il comportait un train d'atterrissage tricycle et des réservoirs en bout d’ailes largable.
Il effectua son premier vol le 2 octobre 1946.

## Développement

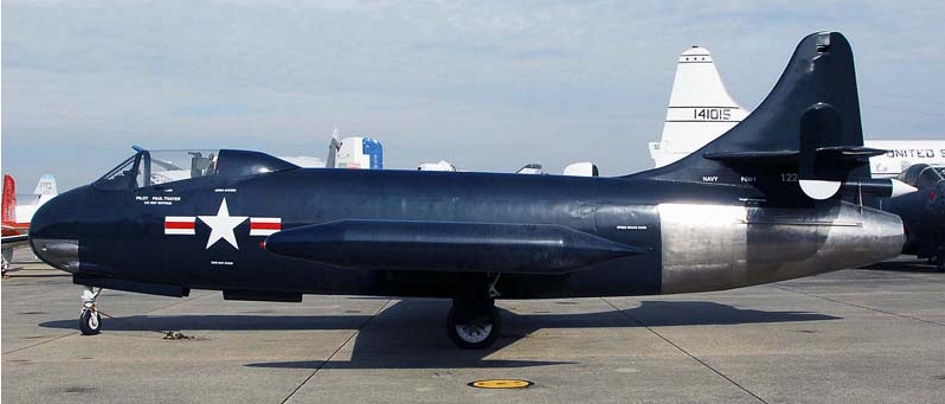
Vought F6U-1

Après la construction et essai en vol des 2 premiers prototypes, il devint évident que le F6U Pirate était sous-motorisé avec son réacteur Westinghouse J34-WF 22 d'une poussée de 1 361 kg.
Le troisième prototype fut donc modifié et reçut un réacteur avec post-combustion Westinghouse J34-WE-30. Il devient le premier jet de l'US Navy à utiliser la postcombustion.
Malgré l’utilisation de la postcombustion, les performances restèrent bien en dessous des spécifications.
La commande initiale de 86 exemplaires fut ramenée à 30 qui ne volèrent qu'un total de 945 heures sont 31,5 heures par avions entre 1948 et leur retrait en 1950. La plupart des appareils servirent à des tests des systèmes d’appontages (barrières, brins…).

### Aéronefs comparables
- De Havilland Sea Vampire
- McDonnell FH Phantom
- North American FJ-1 Fury
- Hawker Sea Hawk
- Supermarine Attacker